# Nogen keder sig måske
|  | Denne artikel er oprettet af botten PalnaBot ud fra en ekstern database. Den kan derfor have sproglige fejl eller mangler. Denne skabelon kan fjernes efter kontrol af indholdet. |

Nogen keder sig måske er en dokumentarfilm fra 1997 instrueret af Åsa Wettergren, Katinka Ahlbom efter manuskript af Åsa Wettergren, Katinka Ahlbom.

## Handling
En ekskursion ind i fire individers verdener, en ekskursion der vil vise, at mennesker har en tendens til at konstruere deres egen "sandhed", som de derefter lader deres liv cirkulere indenfor. Få mennesker gør det så insisterende som disse fire...